# ČSD-Baureihe T 444.1
Die Fahrzeuge der ČSD-Baureihe T 444.1  (ab 1988: Baureihe 726) waren dieselhydraulische Lokomotiven der Tschechoslowakischen Staatsbahnen (ČSD). Sie entstanden als Weiterentwicklung der ČSD-Baureihe T 444.0.

## Geschichte
Die Lokomotiven wurde bei ČKD in Prag entwickelt. Zeitgleich mit der ersten Lokomotive der Reihe T 679.0 entstand 1963 ein Prototyp dieser Reihe. Die Serienlokomotiven wurden bei Turčianske strojarne, n. p. in Martin in den Jahren 1965 bis 1967 produziert, um den Dampfbetrieb auf den Nebenbahnen und im schweren Rangierdienst zu ersetzen. Für die ČSD wurden insgesamt 101 Maschinen gefertigt. An Industriebetriebe gingen 172 Maschinen. Der Hauptgrund für die Fertigung der Lokomotiven waren gegenüber der Baureihe T 435.0 um 60 % reduzierte Fertigungskosten.
Auch diese Maschinen erhielten den Spitznamen „Karkulka“ (Rotkäppchen), obwohl ihr Anstrich in einer helleren Rotfarbe als bei der T 444.0 gehalten wurde. Später wurde eine Variante dieser Lokomotive mit Ballast anstatt einem Heizkessel als Baureihe T 444.02 geliefert.
Die Lokomotiven bewährten sich über viele Jahre. 1988 erhielten sie die neue Baureihennummer 726. Später konnte durch den kontinuierlichen Rückgang des Güterverkehrs auf den Nebenbahnen und durch den Einsatz von Triebwagen auf ihre Dienste mehr und mehr verzichtet werden.
2000 endete ihr planmäßiger Einsatz. Etliche Lokomotiven sind, wie die 726.082 in Bratislava-Vychod, in den verschiedenen Depots beider Bahnverwaltungen erhalten geblieben.

## Technische Merkmale
Angetrieben wurden die Lokomotiven von dem aufgeladenen Motor K 12 V 170 DR und dem hydrodynamischen Getriebe H 650 Lr von ČKD. Durch die Nachrüstung mit einem Dampfkessel PG 500 zur Wagenbeheizung musste der Kraftstofftank von 4000 l auf 1500 l reduziert werden, um den Platz für das Kesselspeisewasser zu erhalten.